# برتی بریلی
برتی بریلی (انگلیسی: Bertie Brayley؛ زادهٔ ۵ سپتامبر ۱۹۸۱) بازیکن فوتبال اهل بریتانیا است.
از باشگاه‌هایی که در آن بازی کرده‌است می‌توان به باشگاه فوتبال مارگیت، باشگاه فوتبال کانوی ایسلند، باشگاه فوتبال هارلو تاون، باشگاه فوتبال وی‌سی‌دی اتلتیک، باشگاه فوتبال بورنهام رامبلرز، باشگاه فوتبال وستهام یونایتد، باشگاه فوتبال گریت واکرینگ راورز، باشگاه فوتبال براینتری تاون، باشگاه فوتبال اینفیلد تاون، باشگاه فوتبال بیلریکای، باشگاه فوتبال بزیلدون یونایتد، باشگاه فوتبال کویینز پارک رنجرز، باشگاه فوتبال هورنچورج، باشگاه فوتبال ایست تاروک یونایتد، باشگاه فوتبال ایستلی، باشگاه فوتبال کونکورد رانجرز، باشگاه فوتبال تاروک، باشگاه فوتبال بیشاپس استورتفورد، باشگاه فوتبال فارن‌بورو، باشگاه فوتبال گرایس اتلتیک، باشگاه فوتبال سوئیندون تاون، باشگاه فوتبال توتینگ اند میتچام یونایتد، باشگاه فوتبال چلمزفورد سیتی، باشگاه فوتبال هیبریج، و باشگاه فوتبال آلدرشات تاون اشاره کرد.
وی همچنین در تیم ملی فوتبال England learning disabilities بازی کرده‌است.